# Orde van Sint-Agatha
De orde van Sint-Agatha (Italiaans: "Ordine Equestre di Sant' Agata") werd op 5 juni 1923 door de twee regerende regenten van de Republiek San Marino ingesteld als herinnering aan de op 5 februari in 1740 herstelde soevereiniteit van de kleine republiek. 5 februari is de feestdag van Sint-Agatha.
San Marino was tijdens een conflict door Pauselijke troepen onder leiding van Kardinaal Alberoni bezet maar Paus Clemens XII beval dat deze teruggetrokken moesten worden.

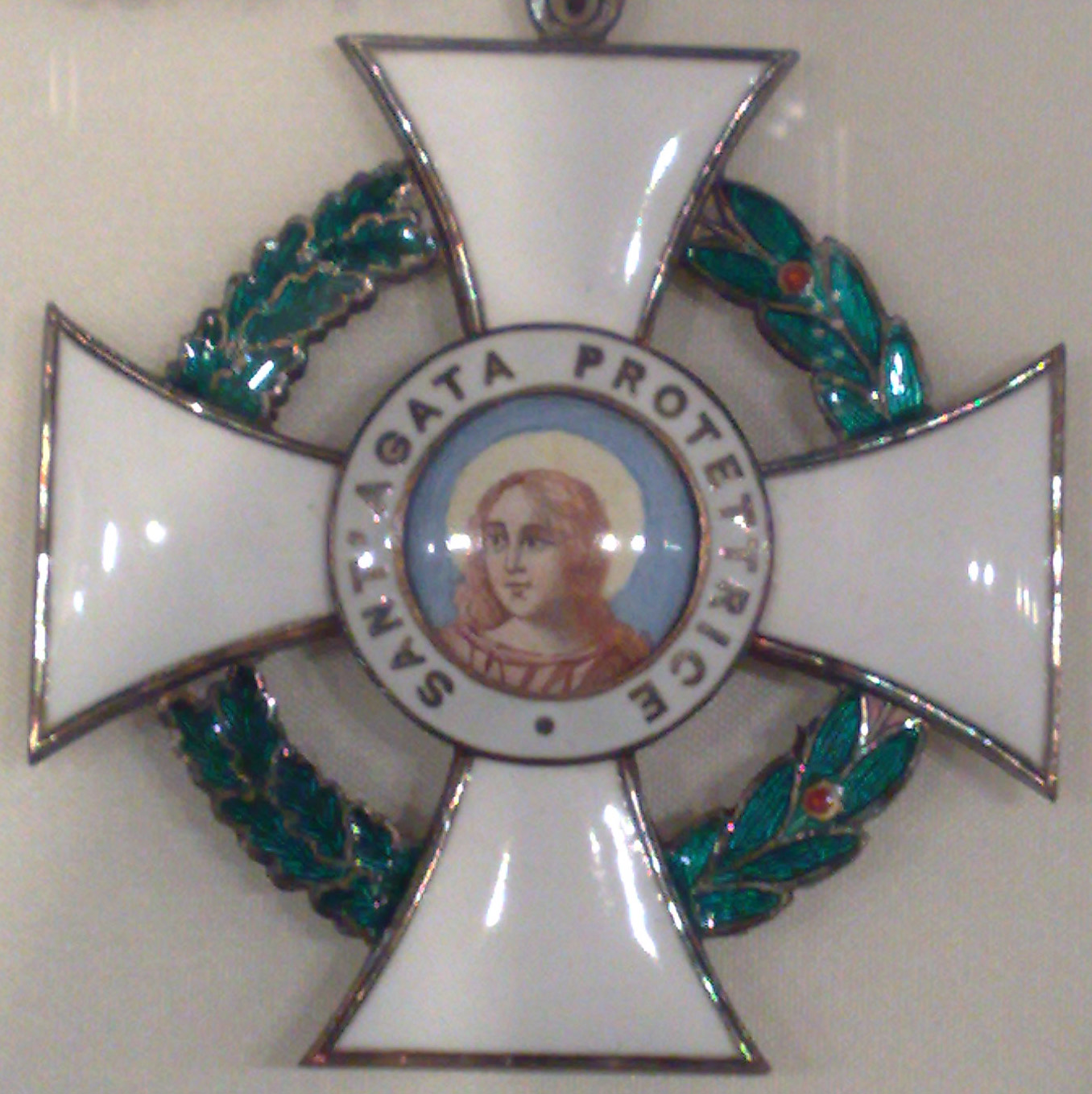
De Orde van Sint-Agatha

De Orde beloont bijdragen aan en activiteiten voor de liefdadige stichtingen van de republiek en telt vijf graden. Verleningen worden gedaan door de twee regenten die samen Grootmeester zijn op advies van een raad van twaalf bestuurders waaronder de President van de liefdadige instellingen. Agatha van Sicilië is de beschermheilige van deze ridderorde.
De orde wordt alleen aan vreemdelingen toegekend.
De graden van de orde
- Grootkruis

De grootkruisen dragen het groot uitgevoerde kleinood van de orde aan een grootlint op de linkerheup en de zilveren achtpuntige ster van de orde op de linkerborst.
- Grootofficier

De Grootofficieren dragen een iets kleiner kleinood aan een lint om de hals en een iets kleinere zilveren ster van de orde op de linkerborst.
- Commandeur

De Commandeur draagt hetzelfde kleinood van de Orde aan een lint om de hals. 
- Officier

De Officier draagt een kleinood aan een lint met een rozet op de linkerborst.
- Ridder

De Ridder draagt een kleinood aan een lint op de linkerborst.
De versierselen van de orde
Het kleinood is een gouden, wit geëmailleerd, Mantuakruis met een medaillon in het midden.
Dit medaillon draagt het portret van de heilige op een lichtgeel fond en het randschrift "SANT' AGATHA PROTETRICE" en op de keerzijde het wapen van de republiek in zwart-wit met de woorden "BENE MERENTI" op de aan beide zijden lichtgele ring. Er is geen verhoging.
De ster is van zilveren diagonale en gouden horizontale en verticale stralen en daarop is een kleinood met lauwerkrans gelegd.
Het lint is donkerrood met witte en gele biezen.
Zie ook:De Orde van Sint-Marinus